# Sicyonis ingolfi
Sicyonis ingolfi is een zeeanemonensoort uit de familie Actinostolidae.
Sicyonis ingolfi is voor het eerst wetenschappelijk beschreven door Carlgren in 1921.